# 图讷库普
图讷库普（法語：Tournecoupe，法語發音：[tuʁnəkup]）是法国热尔省的一个市镇，属于孔东区。

## 地理
图讷库普（43°51'48"N, 0°48'40"E）面积18.95 平方千米，位于法国奧克西塔尼大區热尔省，该省份为法国西南部内陆省份，北起顺时针与洛特-加龙省、塔恩-加龙省、上加龙省、上比利牛斯省、大西洋比利牛斯省和朗德省接壤。
与图讷库普接壤的市镇（或旧市镇、城区）包括：阿沃藏、比韦斯、埃斯特拉米亚克、戈东维尔、佩苏朗、圣莱奥纳尔。

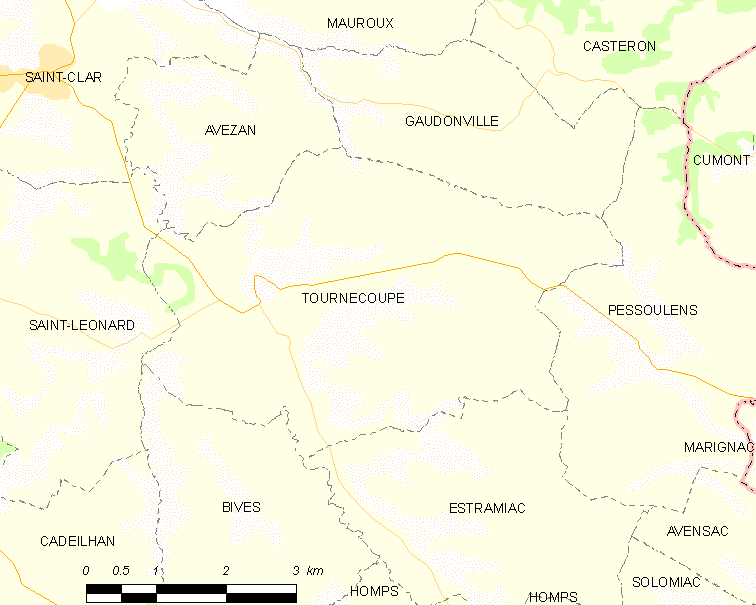
图讷库普的OSM定位图

图讷库普的时区为UTC+01:00、UTC+02:00（夏令时）。

## 行政
图讷库普的邮政编码为32380，INSEE市镇编码为32452。

## 政治
图讷库普所属的省级选区为弗勒朗斯-洛马涅县。

## 人口

1962-2008年间图讷库普人口变化图示

图讷库普于2022年1月1日时的人口数量为262人。